# TOHJIRO
TOHJIRO（とうじろう、1956年6月17日 - ）は、日本のAV監督・映画監督・実業家。東京都港区六本木出身。株式会社オムプロダクション代表取締役。

## 来歴・人物
- 小学生時代にチャップリンの『キッド』や『ライムライト』などの作品を観て映画業界を志す。中学校卒業後、明治大学付属中野高等学校定時制に進学。在学中に円谷プロで『ミラーマン』の美術部アルバイトとして携わる[2]。
- 1974年、明治大学付属中野高等学校全日制に転籍。
- 1975年、横浜放送映画専門学院（現:日本映画大学）に入学。第一期生となる。
- 1976年、横浜放送映画専門学院在籍時に映画監督の森﨑東に誘われ、映画『黒木太郎の愛と冒険』の脚本製作や役者として映画監督を目指す青年「銃一」役で出演。
- 1979年、映像プロデューサーの貞末麻哉子と共にミニシアター「クリエイティブ・スペースOM」を六本木に開設[3]（2018年現在、閉鎖）。石井聰亙や山本政志と上映会を開くなどの活動を行っていた。同時期、仲代達矢の劇団無名塾の公演に演出助手や演出として関わる。
- 1984年、5000万円の借金をして自主映画『ゴンドラ』を制作開始。
- 1986年4月、『ゴンドラ』が完成するも諸事情により国内での上映が困難となる。試写会で森﨑東や川喜多かしこに評価されたのち、海外の映画祭で多数の賞を受賞。マルセル・マルタンらに評価される。
- 1987年10月、川喜多かしこの助言によりホールを借りて『ゴンドラ』の特別先行上映を行う。
- 1988年4月、特別先行上映での好評を受け、『ゴンドラ』が国内で正式に劇場公開される。国内での上映では谷川俊太郎ら著名人からも評価を得る[4] 一方、制作時の借金が残ってしまう。
- 1989年、次作の制作準備に入っていたがスポンサーから脚本に手を加えるよう指示されるなどしたことで自身の撮りたかったものが撮れなくなり、頓挫。『ゴンドラ』制作時の借金で悩んでいた際、アダルトビデオメーカーのV&Rプランニングを紹介され、「好きに撮っていい」と言われたことを切っ掛けにアダルトビデオの制作に携わるようになる。『ゴンドラ』制作以前からの知人だった溜池ゴローと共に脚本を書いた『ブルーフィルム』（冴島奈緒主演）でAV監督デビュー[5]。アダルトビデオ作品の制作を続けるも制作費を超える作品を撮り続けたため借金が増えてしまうが、作品に出演する女性たちに自身が『ゴンドラ』で描いたことに通ずるものを感じ、惹かれる。以降、アダルトビデオ制作を中心に活動する。
- 1997年、レンタルビデオからセルビデオに活動の場を移す[5]。
- 2001年4月、アダルトビデオメーカー「ドグマ」を設立[5]。
- 2014年3月、映画『黒木太郎の愛と冒険』上映イベントのトークショーに体調不良で参加出来なくなった森﨑東の代わりにゲストとして参加した際、TOHJIRO本人に会うことを目的に体調不良を押してイベントに来た森崎から「俺が生きているうちに2本目の映画を見せろや!!」と叱咤される[6]。
- 2016年、イマジカに保存されていた『ゴンドラ』のネガフィルムの劣化が進んだことや自身が還暦を迎えたこと、当時『ゴンドラ』を評価してくれた人たちの言葉や死、師匠と仰ぐ森崎東からの叱咤など、様々な理由から『ゴンドラ』に次ぐ新作を制作する覚悟の意味を込めてデジタルリマスター版の制作を決める。
- 2017年、全国各地のミニシアターを回り、『ゴンドラ』デジタルリマスター版を上映。
- 2018年8月、佐賀市の映画館で「性」について語り合うことをテーマにした女性のみ参加可能としたAV鑑賞会を行う[7]。
- 2019年12月、幻の映画復刻レーベルDIGから『ゴンドラ』がHDリマスター版として初DVD&ブルーレイ化。
- 2023年9月には『しゅら』がドイツで行われたオルデンブルグ国際映画祭ミッドナイト・エクスプレス部門にノミネート[8][9]。

## 監督作品

### 映画（一般作品）
- 『ゴンドラ』（監督・脚本 ※棗耶子と共同、OMプロダクション、1986年）伊藤智生名義
- 劇場版 いたくて、きもちいいこと（2022年）TOHJIRO（伊藤智生）名義[10]
- しゅら-縄の姉妹‐（2023年）TOHJIRO（伊藤智生）名義[11]
- 同級生（2024年）TOHJIRO（伊藤智生）名義[12]

### アダルトビデオ
すべてTOHJIRO名義
- 『ブルーフィルム』（V&Rプランニング、1989年）
- 『あぶない放課後女教師スペシャル 沢口まりあ』（V&Rプランニング、1991年1月1日）
- 『監禁ボディドール』シリーズ（マックスエー、1993～1995年）
- 『うぶ 森下くるみ』（SODクリエイト、1998年9月18日）
- 『緊縛M女調教』シリーズ（SODクリエイト、1998年）
- 『秘技伝授』シリーズ（SODクリエイト、1998～1999年）
- 『全裸若女将　森下くるみ』（SODクリエイト、2000年12月8日）
- 『愛しの女教師　朝岡実嶺』（ソフトオンデマンド、2001年1月20日）
- 『なな 伊藤千夏』（SODクリエイト、2001年6月20日）
- 『青い性欲』シリーズ（ドグマ、2001～2012年）
- 『白い性欲』シリーズ（ドグマ、2001～2010年）
- 『赤い性欲』シリーズ（ドグマ、2002年）
- 『痴女の性欲』シリーズ（ドグマ、2002～2005年、2009年）
- 『アナルトランスDX』シリーズ（ドグマ、2002～2007年）
- 『拘束椅子トランス』シリーズ（ドグマ、2002年～2014年）
  - 楠木さやか 2002年11月8日
  - みなみ愛梨 2014年2月19日、男優:加藤鷹
- 『拘束椅子レズビアン』シリーズ（ドグマ、2004～2007年）
- 『巨乳拘束トランス』シリーズ（ドグマ、2004～2006年）
- 『Mトランス』シリーズ（ドグマ、2004～2006年）
- 『Mドラッグ』シリーズ（ドグマ、2005年～）
  - 『Mドラッグ 女体肉便器・連続強制フェラ・生中出し 星月まゆら』(2005年9月19日)
  - 『Mドラッグ 女体肉便器・連続強制フェラ・生中出し 長谷川ちひろ』（2006年2月19日）- 第2弾。D-1 CLIMAXグランプリ。
  - 『Mドラッグ未満 美咲沙耶』（2007年10月10日）- ハードなイラマチオの予行練習で、ギブアップし、パッケージに大きく赤いバツが書かれている。
  - 『Mドラッグ 女体肉便器・連続強制フェラ・生中出し 優木あおい』（2012年4月19日）シリーズ20作目。
  - 『Mドラッグ 女体肉便器・連続イラマチオ・生中出し かすみ果穂』（2016年3月19日)
  - 『Mドラッグ 女体肉便器 由良かな』(2024年8月20日)
- 『エンドレス・ファッカー』シリーズ（ドグマ、2005～2006年）
- 『縄・M女優 コレクション』シリーズ（ドグマ、2006～2008年）

- 『旦那の目の前で…ネット中毒の人妻・レイプ奴隷 川上ゆう』（ドグマ、2010年12月24日）
- 『ゲロ浣腸エクスタシーX 管野しずか 優木あおい』（2012年5月19日、ドグマ）
- 『宅配ゲロモンスター 優木あおい』（2012年9月19日、ドグマ） プラチナTOHJIROレーベル
- 『クソ・リミットレス 優木あおい』（2012年12月19日、ドグマ） プラチナTOHJIROレーベル
- 『解禁 TOHJIRO』シリーズ（ドグマ、2016年1月～2016年8月）
  - 『解禁 TOHJIRO ガチンコで頭がぶっ飛ぶくらいイキたい。かすみ果穂』（2016年1月19日)
  - 『解禁 TOHJIRO ガチンコで頭がぶっ飛ぶくらいイキたい。水野朝陽』（2016年5月19日)
  - 『解禁 TOHJIRO ガチンコで頭がぶっ飛ぶくらいイキたい。涼川絢香』（2016年8月19日)
- 『解禁SM緊縛奴隷 かすみ果穂』（ドグマ、2016年2月19日)

他多数

### ミュージックビデオ
- オーイシマサヨシ×加藤純一『ドラゴンエネルギー』（2018年、監督）

### イメージビデオ
- 『ドアを開ければ』（伊藤智生名義、六本木WAVE館、1983年、監督）

### 出演作品
- 黒木太郎の愛と冒険（「伊藤裕一」名義、「伊藤銃一」役、ATG、1977年）